# Gaylussacia buxifolia
Gaylussacia buxifolia là một loài thực vật có hoa trong họ Thạch nam. Loài này được Kunth mô tả khoa học đầu tiên năm 1819.